# Кара, Иван Иванович
Иван Иванович Кара (2 декабря 1921 — 14 января 2006) — бригадир виноградарской бригады колхоза имени Калинина Болградского района Одесской области, Герой Социалистического Труда.

## Биография
Родился 2 декабря 1921 года в cеле Кубей (в 1940—2016 годах — село Червоноармейское Болградского района Одесской области) в семье крестьянина-бедняка. Болгарин.
Окончил в родном селе четырёхлетнюю румынскую школу.
В 1948 году вступил в колхоз имени М. И. Калинина, к которому в следующем году присоединили сельхозартели «Перемога», имени 9 Мая, имени Кирова.
Вначале — разнорабочий 4-й бригады, затем — учётчик тракторной бригады, с 1961 г. звеньевой виноградарского звена. За хорошие результаты труда по итогам Семилетки награждён орденом Ленина (30.04.1966).
С начала 1970 г. бригадир виноградарской бригады. В годы восьмой пятилетки урожайность европейских сортов составила в среднем 110 центнеров, а гибридных — 100,7 центнера винограда с гектара. Благодаря использованию культиватора ПРВН-2,5 с трактором Т-50В и приспособления ПРВН-7200 затраты ручного труда снизились в 3 раза.
Указом Президиума Верховного Совета СССР от 8 апреля 1971 года за выдающиеся успехи, достигнутые в развитии сельскохозяйственного производства и выполнении пятилетнего плана продажи государству продуктов земледелия и животноводства, присвоено звание Героя Социалистического Труда с вручением ордена Ленина и золотой медали «Серп и Молот».
Работал бригадиром до выхода на пенсию.
Жил в родном селе. Умер 14 января 2006 года.
Награждён золотой (1969) и бронзовой (1965) медалями ВДНХ. Шесть раз избирался депутатом Одесского областного Совета народных депутатов.